# Phyllanthus sessilis
Phyllanthus sessilis är en emblikaväxtart som beskrevs av Otto Warburg. Phyllanthus sessilis ingår i släktet Phyllanthus och familjen emblikaväxter. Inga underarter finns listade i Catalogue of Life.